# Attidops youngi
Attidops youngi là một loài nhện trong họ Salticidae.
Loài này thuộc chi Attidops. Attidops youngi được Elizabeth Maria Gifford Peckham & George William Peckham miêu tả năm 1888.